# رنه واگنر
رنه واگنر (چکی: René Wagner؛ زادهٔ ۳۱ اکتبر ۱۹۷۲) بازیکن سابق و مربی فوتبال اهل جمهوری چک است.
از باشگاه‌هایی که در آن بازی کرده‌است می‌توان به باشگاه فوتبال اسپارتا پراگ، باشگاه فوتبال زبرویوفکا برنو، و باشگاه فوتبال راپید وین اشاره کرد.
وی همچنین در تیم ملی فوتبال جمهوری چک بازی کرده‌است.